# Fudbalski Klub Sarajevo 1984-1985
Questa voce raccoglie le informazioni riguardanti il Fudbalski Klub Sarajevo nelle competizioni ufficiali della stagione 1984-1985.

## Stagione
Portatosi immediatamente a ridosso delle prime posizioni di classifica, a partire da ottobre (mese in cui la squadra subì l'eliminazione ai sedicesimi di finale della Coppa nazionale, avvenuta per mano del Pelister) il Sarajevo aumentò il proprio ritmo ottenendo, già a inizio novembre, il comando solitario della classifica. Durante il prosieguo della stagione il Sarajevo, pur subendo qualche battuta d'arresto a cavallo della pausa invernale, riuscì a confermare la propria posizione mantenendo un distacco minimo dai rivali dell'Hajduk Spalato, ottenendo infine il secondo titolo nazionale all'ultima giornata.

## Maglie e sponsor
Viene aggiunto un campo bianco con lo sponsor ufficiale energoinvest.
| Manica sinistra · Manica sinistra · Maglietta · Maglietta · Manica destra · Manica destra · Pantaloncini · Calzettoni |

## Rosa
| N. |                       | Ruolo | Calciatore        |
| -- | --------------------- | ----- | ----------------- |
|    | Jugoslavia (bandiera) | P     | Miloš Đurković    |
|    | Jugoslavia (bandiera) | D     | Faruk Hadžibegić  |
|    | Jugoslavia (bandiera) | D     | Mirza Kapetanović |
|    | Jugoslavia (bandiera) | D     | Davor Jozić       |
|    | Jugoslavia (bandiera) | D     | Edin Hadžialagić  |
|    | Jugoslavia (bandiera) | D     | Dejan Raičković   |
|    | Jugoslavia (bandiera) | D     | Ferid Radeljaš    |
|    | Jugoslavia (bandiera) | D     | Nihad Milak       |
|    | Jugoslavia (bandiera) | D     | Dragan Božović    |
|    | Jugoslavia (bandiera) | D     | Agim Nikolić      |
|    | Jugoslavia (bandiera) | C     | Tomislav Bošnjak  |

| N. |                       | Ruolo | Calciatore         |
| -- | --------------------- | ----- | ------------------ |
|    | Jugoslavia (bandiera) | C     | Ivica Vujičević    |
|    | Jugoslavia (bandiera) | C     | Goran Jurišić      |
|    | Jugoslavia (bandiera) | C     | Zijad Švrakić      |
|    | Jugoslavia (bandiera) | C     | Vladimir Petković  |
|    | Jugoslavia (bandiera) | C     | Slaviša Vukićević  |
|    | Jugoslavia (bandiera) | C     | Predrag Pašić      |
|    | Jugoslavia (bandiera) | C     | Mehmed Janjoš      |
|    | Jugoslavia (bandiera) | A     | Husref Musemić     |
|    | Jugoslavia (bandiera) | A     | Dragan Jakovljević |
|    | Jugoslavia (bandiera) | A     | Senad Merdanović   |
|    | Jugoslavia (bandiera) | A     | Esad Hošić         |

## Risultati

### Prva Liga

#### Girone di andata
| Sarajevo 19 agosto 1984 1ª giornata | Sarajevo | 2 – 0 | Sutjeska |  |

| Fiume 26 agosto 1984 2ª giornata | Rijeka | 2 – 0 | Sarajevo |  |

| Sarajevo 2 settembre 1984 3ª giornata | Sarajevo | 3 – 0 | Dinamo Vinkovci |  |

| Tuzla 5 settembre 1984 4ª giornata | Sloboda Tuzla | 0 – 0 | Sarajevo |  |

| Sarajevo 9 settembre 1984 5ª giornata | Sarajevo | 0 – 0 | Željezničar |  |

| Zagabria 16 settembre 1984 6ª giornata | Dinamo Zagabria | 1 – 2 | Stella Rossa |  |

| Sarajevo 23 settembre 1984 7ª giornata | Sarajevo | 1 – 0 | Hajduk Spalato |  |

| Belgrado 7 ottobre 1984 8ª giornata | Partizan | 1 – 0 | Sarajevo |  |

| Sarajevo 28 ottobre 1984 9ª giornata | Sarajevo | 0 – 0 | Partizan |  |

| Priština 31 ottobre 1984 10ª giornata | Priština | 0 – 2 | Sarajevo |  |

| Sarajevo 4 novembre 1984 11ª giornata | Sarajevo | 2 – 1 | Osijek |  |

| Niš 11 novembre 1984 12ª giornata | Radnički Niš | 0 – 4 | Sarajevo |  |

| Sarajevo 18 novembre 1984 13ª giornata | Sarajevo | 1 – 0 | Vojvodina |  |

| Sarajevo 21 novembre 1984 14ª giornata | Sarajevo | 1 – 0 | Velež Mostar |  |

| Bugojno 25 novembre 1984 15ª giornata | Iskra Bugojno | 1 – 3 | Sarajevo |  |

| Sarajevo 2 dicembre 1984 16ª giornata | Sarajevo | 3 – 2 | Vardar |  |

| Belgrado 9 dicembre 1984 17ª giornata | Stella Rossa | 4 – 1 | Sarajevo |  |

#### Girone di ritorno
| Nikšić 17 febbraio 1985 18ª giornata | Sutjeska | 2 – 0 | Sarajevo |  |

| Sarajevo 24 febbraio 1985 19ª giornata | Sarajevo | 1 – 0 | Rijeka |  |

| Vinkovci 3 marzo 1985 20ª giornata | Dinamo Vinkovci | 3 – 0 | Sarajevo |  |

| Sarajevo 10 marzo 1985 21ª giornata | Sarajevo | 1 – 0 | Sloboda Tuzla |  |

| Sarajevo 17 marzo 1985 22ª giornata | Željezničar | 2 – 2 | Sarajevo |  |

| Sarajevo 7 aprile 1985 23ª giornata | Sarajevo | 0 – 0 | Dinamo Zagabria |  |

| Spalato 14 aprile 1985 24ª giornata | Hajduk Spalato | 0 – 0 | Sarajevo |  |

| Sarajevo 17 aprile 1985 25ª giornata | Sarajevo | 3 – 1 | Partizan |  |

| Podgorica 21 aprile 1985 26ª giornata | Budućnost | 0 – 0 | Sarajevo |  |

| Priština 5 maggio 1985 27ª giornata | Sarajevo | 2 – 0 | Priština |  |

| Osijek 12 maggio 1985 28ª giornata | Osijek | 2 – 2 | Sarajevo |  |

| Sarajevo 19 maggio 1985 29ª giornata | Sarajevo | 4 – 2 | Radnički Niš |  |

| Novi Sad 9 giugno 1985 30ª giornata | Vojvodina | 1 – 2 | Sarajevo |  |

| Mostar 12 giugno 1984 31ª giornata | Velež Mostar | 2 – 2 | Sarajevo |  |

| Sarajevo 16 giugno 1985 32ª giornata | Sarajevo | 3 – 0 | Iskra Bugojno |  |

| Skopje 23 giugno 1984 33ª giornata | Vardar | 2 – 2 | Sarajevo |  |

| Sarajevo 30 giugno 1985 34ª giornata | Sarajevo | 2 – 1 | Stella Rossa |  |

### Kup Maršala Tita
| Bitola 10 ottobre 1984 Sedicesimi di finale | Pelister | 4 – 1 | Sarajevo |  |

## Statistiche

### Statistiche di squadra
| Competizione     | Punti | Totale | Totale | Totale | Totale | Totale | Totale | D.R. |
| Competizione     | Punti | G      | V      | N      | P      | Gf     | Gs     | D.R. |
| ---------------- | ----- | ------ | ------ | ------ | ------ | ------ | ------ | ---- |
| Prva Liga        | 48    | 34     | 19     | 10     | 5      | 51     | 30     | -    |
| Kup Maršala Tita | -     | 1      | 0      | 0      | 1      | 1      | 4      | -    |
| Totale           |       | 35     | 19     | 10     | 2      | 52     | 34     |      |

### Statistiche dei giocatori
| Giocatore      | Prva Liga | Prva Liga | Prva Liga   | Prva Liga  | Kup Maršala Tita | Kup Maršala Tita | Kup Maršala Tita | Kup Maršala Tita | Totale   | Totale | Totale      | Totale     |
| Giocatore      | Presenze  | Reti      | Ammonizioni | Espulsioni | Presenze         | Reti             | Ammonizioni      | Espulsioni       | Presenze | Reti   | Ammonizioni | Espulsioni |
| -------------- | --------- | --------- | ----------- | ---------- | ---------------- | ---------------- | ---------------- | ---------------- | -------- | ------ | ----------- | ---------- |
| D. Božović     | 5         | 0         | 0           | 0          | ?                | ?                | 0                | 0                | 5+       | 0+     | 0           | 0          |
| T. Bošnjak     | 5         | 0         | 0           | 0          | ?                | ?                | 0                | 0                | 5+       | 0+     | 0           | 0          |
| M. Đurković    | 34        | -30       | 0           | 0          | ?                | -?               | 0                | 0                | 34+      | -30+   | 0           | 0          |
| E. Hadžialagić | 13        | 1         | 0           | 0          | ?                | ?                | 0                | 0                | 13+      | 1+     | 0           | 0          |
| F. Hadžibegić  | 34        | 4         | 0           | 0          | ?                | ?                | 0                | 0                | 34+      | 4+     | 0           | 0          |
| E. Hošić       | 1         | 0         | 0           | 0          | ?                | ?                | 0                | 0                | 1+       | 0+     | 0           | 0          |
| D. Jakovljević | 30        | 9         | 0           | 0          | ?                | ?                | 0                | 0                | 30+      | 9+     | 0           | 0          |
| M. Janjoš      | 32        | 1         | 0           | 0          | ?                | ?                | 0                | 0                | 32+      | 1+     | 0           | 0          |
| D. Jozić       | 29        | 2         | 0           | 0          | ?                | ?                | 0                | 0                | 29+      | 2+     | 0           | 0          |
| G. Jurišić     | 10        | 0         | 0           | 0          | ?                | ?                | 0                | 0                | 10+      | 0+     | 0           | 0          |
| M. Kapetanović | 30        | 0         | 0           | 0          | ?                | ?                | 0                | 0                | 30+      | 0+     | 0           | 0          |
| S. Merdanović  | 23        | 3         | 0           | 0          | ?                | ?                | 0                | 0                | 23+      | 3+     | 0           | 0          |
| N. Milak       | 17        | 0         | 0           | 0          | ?                | ?                | 0                | 0                | 17+      | 0+     | 0           | 0          |
| H. Musemić     | 31        | 19        | 0           | 0          | ?                | ?                | 0                | 0                | 31+      | 19+    | 0           | 0          |
| A. Nikolić     | 1         | 0         | 0           | 0          | ?                | ?                | 0                | 0                | 1+       | 0+     | 0           | 0          |
| P. Pašić       | 33        | 9         | 0           | 0          | ?                | ?                | 0                | 0                | 33+      | 9+     | 0           | 0          |
| V. Petković    | 2         | 0         | 0           | 0          | ?                | ?                | 0                | 0                | 2+       | 0+     | 0           | 0          |
| D. Raičković   | 2         | 0         | 0           | 0          | ?                | ?                | 0                | 0                | 2+       | 0+     | 0           | 0          |
| F. Radeljaš    | 32        | 0         | 0           | 0          | ?                | ?                | 0                | 0                | 32+      | 0+     | 0           | 0          |
| Z. Švrakić     | 16        | 0         | 0           | 0          | ?                | ?                | 0                | 0                | 16+      | 0+     | 0           | 0          |
| I. Vujičević   | 8         | 0         | 0           | 0          | ?                | ?                | 0                | 0                | 8+       | 0+     | 0           | 0          |
| S. Vukičević   | 33        | 3         | 0           | 0          | ?                | ?                | 0                | 0                | 33+      | 3+     | 0           | 0          |